# Ваздушни кондензатор
Ваздушни кондензатор је врста кондензатора код којег је диелектрик (изолатор) између плоча ваздух. Користи се за високе радне напоне али и као промјењиви кондензатор у осцилаторном колу радио пријемника. Мана им је мали електрични капацитет по јединици површине, а предност мали губици и високи могући радни напон.
За детаље видјети чланак кондензатор.